# Huy chương Pushkin
Huân chương Pushkin (tiếng Nga: медаль Пушкина; tiếng Anh: Medal of Pushkin) là huân chương nhà nước của Liên bang Nga được trao cho công dân của mình và người nước ngoài vì những thành tựu trong nghệ thuật và văn hóa, giáo dục, nhân văn và văn học. Nó được đặt tên để vinh danh tác giả và nhà thơ người Nga Aleksandr Sergeyevich Pushkin.

## Lịch sử
Huân chương Pushkin được thành lập vào ngày 9 tháng 5 năm 1999 theo Nghị định của Tổng thống số 574, quy chế của nó đã được sửa đổi vào ngày 7 tháng 9 năm 2010 theo Nghị định của Tổng thống số 1099 đã cải tiến hoàn toàn hệ thống giải thưởng và danh dự của Liên bang Nga.

## Quy chế giải thưởng
Huân chương Pushkin được trao cho công dân Liên bang Nga có ít nhất 20 năm hoạt động nhân đạo - xã hội vì có thành tích trong nghệ thuật và văn hóa, giáo dục, nhân văn và văn học, vì những đóng góp to lớn cho việc nghiên cứu và bảo tồn di sản văn hóa Nga, trong việc xích lại gần nhau và làm phong phú các nền văn hóa của các quốc gia và dân tộc, nhằm tạo ra những hình ảnh có tính nghệ thuật cao.
Thứ tự ưu tiên của Liên bang Nga quy định huy chương phải được đeo ở ngực trái cùng với các huy chương khác ngay sau Huân chương Nesterov.

## Mô tả giải thưởng

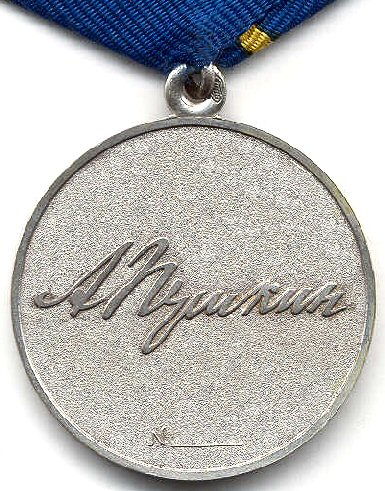
Mặt sau của Huy chương Pushkin

Huân chương Pushkin là một huy chương làm bằng bạc hình tròn có đường kính 32mm với vành nổi ở cả mặt trước và mặt sau. Mặt trước có hình tự họa (vẽ đường nét) nhìn nghiêng bên trái của Pushkin. Ở giữa mặt sau có chữ ký nổi ngang của chính Pushkin. Chữ ký chiếm phần lớn tổng chiều rộng của huân chương. Dưới chữ ký gần mép dưới của huy chương là chữ "N" nổi và một dòng dành riêng cho số sê-ri giải thưởng.
Huy chương được treo trên một giá treo hình ngũ giác tiêu chuẩn của Nga bằng một chiếc vòng xuyên qua vòng treo huy chương. Giá đỡ được bao phủ bởi một dải ruy băng họa tiết moiré lụa xanh rộng 24mm chồng lên nhau với một sọc vàng 2,5 mm nằm cách mép phải của dải băng 5 mm.

## Người nhận giải thưởng
- Số lượng Huân chương Pushkin được trao đến năm 2012:[5]

| 1999 | 2000 | 2001 | 2002 | 2003 | 2004 | 2005 | 2006 | 2007 | 2008 | 2009 | 2010 | 2011 | 2012 | Total |
| ---- | ---- | ---- | ---- | ---- | ---- | ---- | ---- | ---- | ---- | ---- | ---- | ---- | ---- | ----- |
| 62   | 75   | 47   | 31   | 26   | 25   | 16   | 53   | 152  | 60   | 34   | 50   | 44   | 3    | 678   |

- Natalia Y. Borodin, giám đốc trường Pushkin ở Novomoskovsk, Tỉnh Tula, nhận hai Huân chương Pushkin - 1999 và 2000.
- Huân chương Pushkin cũng được trao cho công dân của các quốc gia sau: Abkhazia, Afghanistan, Argentina, Armenia, Úc, Áo, Azerbaijan, Belarus, Bỉ, Bolivia, Bosnia và Herzegovina, Brazil, Bulgaria, Cameroon,[6] Canada, Chile , Trung Quốc, Croatia, Cuba, Síp, Cộng hòa Séc, Ecuador, Ai Cập, Eritrea, Estonia, Phần Lan, Pháp, Georgia, Đức, Ghana, Hy Lạp, Guatemala, Guyana, Hungary, Ấn Độ, Ireland, Israel, Ý, Nhật Bản, Kazakhstan, Hàn Quốc, Kyrgyzstan, Latvia, Liechtenstein, Lithuania, Macedonia, Mali, Malta, Mexico, Moldova, Mông Cổ, Montenegro, New Zealand, Nicaragua, Nigeria, Nam Ossetia, Panama, Paraguay, Peru, Philippines, Ba Lan, Romania, Serbia, Seychelles , Singapore, Slovakia, Tây Ban Nha, Syria, Thụy Điển, Thụy Sĩ, Tajikistan, Thổ Nhĩ Kỳ, Turkmenistan, Ukraine,[7] Vương quốc Anh,[8] Uruguay, Uzbekistan, Hoa Kỳ và Việt Nam.[9]
- Nhiều nguyên thủ quốc gia cũng được trao Huân chương Pushkin.
- Một huy chương được trao cho Ian Blatchford vào năm 2015 và do đích thân Tổng thống Vladimir Putin trao tặng, đã được trả lại vào tháng 3 năm 2022, để đáp trả việc Nga xâm lược Ukraine.[10]